# 単純X線撮影
単純X線撮影（たんじゅんエックスせんさつえい、Plain radiography）とは、投影X線撮影（Projectional radiography）とも知られ、X線の照射により二次元X線撮影画像を得る医用イメージングである。一般的には診療放射線技師や放射線科医によって行われる。
一般的なレントゲン撮影（roentgenography）とは、この単純X線撮影をさし、コンピュータ断層撮影（CT）と対比される。

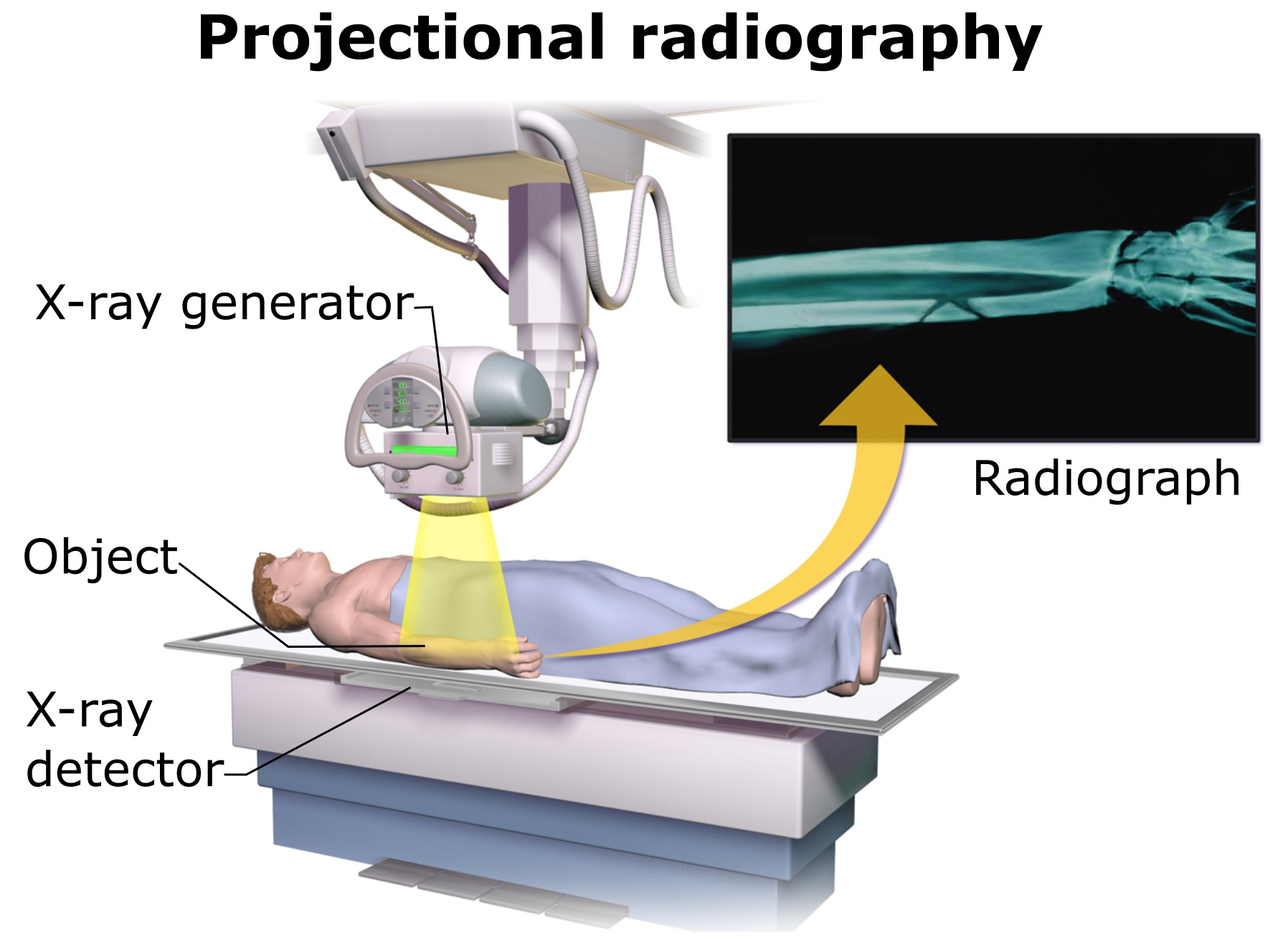
単純X線撮影

## 頭部所見

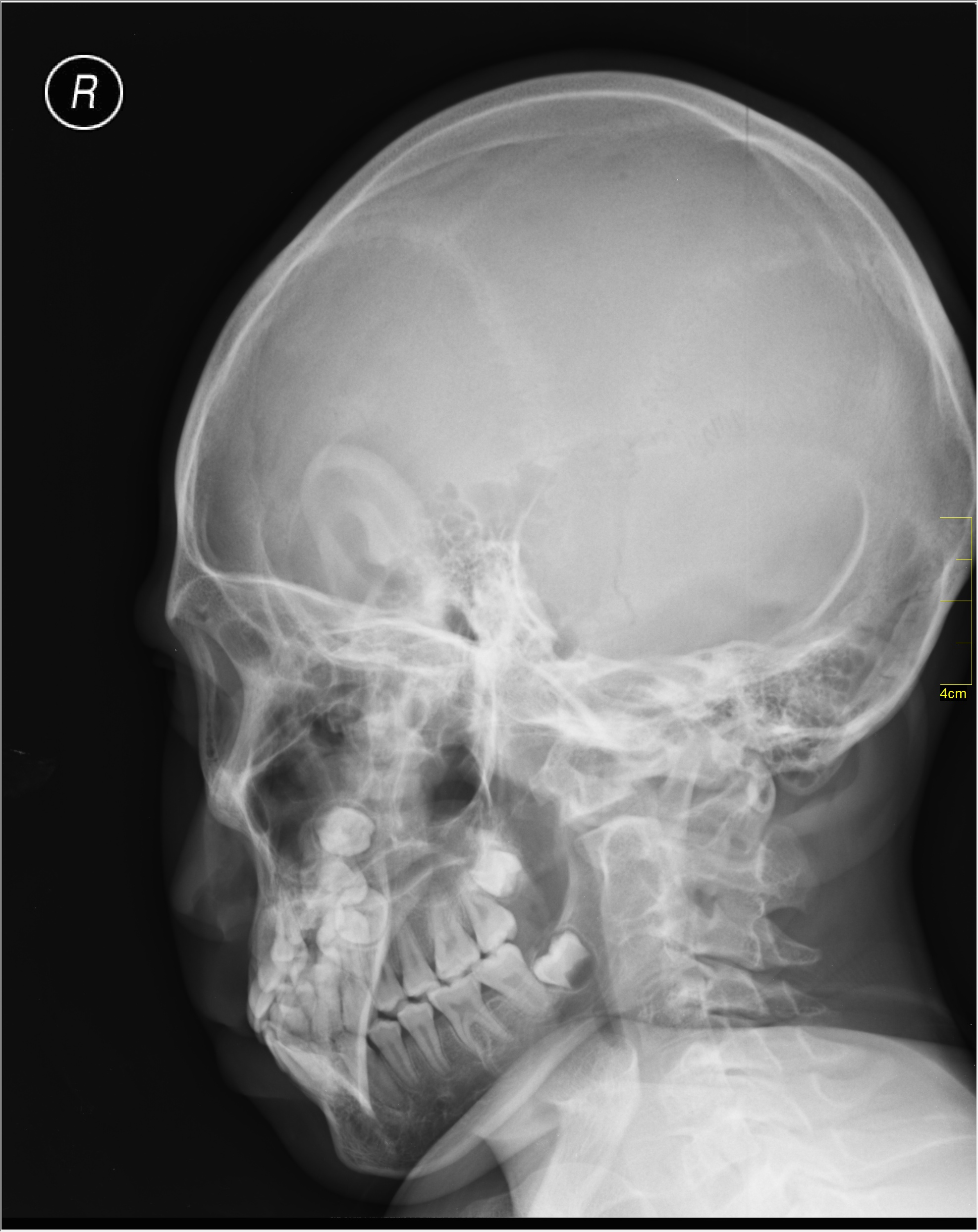
頭部

塩胡椒
頭蓋骨に細かく粒径の不ぞろいな粒々が見えること。
- 病態 - 異所性石灰化による
- 鑑別 - 腎性骨異栄養症

打ち抜き像
多発性骨髄腫参照

## 胸部X線写真

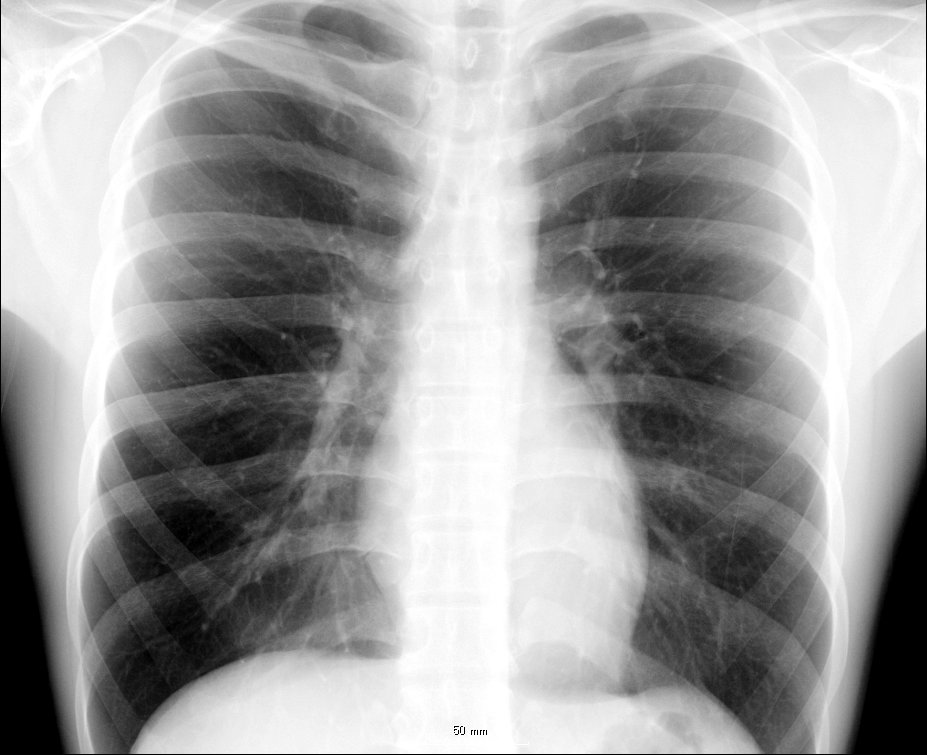
成人男性の胸部X線写真

胸部X線写真では、心臓、肺、肋骨、縦隔、気管、気管支、等が見える。

### 胸部単純X線写真の読影手順
撮影条件の評価
まず撮影姿勢が立位、坐位、仰臥位のいずれであるか、またポータブル撮影かどうかを把握しておく。撮影姿勢と背面から撮影、前面から撮影の相違により心陰影が過剰に評価されるおそれがあり、立位背面からの撮影以外での心胸郭比測定は参考値としておく。次に斜位撮影になっていないのかを調べる。これは左右の鎖骨胸骨端が椎体突起から等距離であれば斜位になっていないと判断することができる。斜位撮影のデメリットとしては、気管変位が読めない、右傍気管線が比較できない、心胸郭比が測定できない、肺野陰影の大きさが比較できないといったことが挙げられる。
肋骨横隔膜角の評価が可能かを調べる。これは少量の胸水の把握ができるかどうかを調べるためのものである。熟練した医師ならば打診で胸水量の測定が可能であるといわれている。打診で胸水の変化をとらえそれが重要であると判断したら、胸部X線で証拠を残すべきである。
放射線の線量が適切であるかを評価する。これは中央陰影すなわち心陰影を通じて椎間板が見える条件ならばよい。また椎間板の見え具合と肺野血管陰影の追跡しやすさはほぼ並行しているといわれている。正常ならば肺動脈陰影は胸壁から2cm以内には見えないといわれておりこれも一つの指標となる。
深吸気時に撮影されているのかを評価する。これは指標がなく、経過から予測するしかない。呼気撮影では心臓の拡大、肺門部陰影の拡大、肺野の透過性の低下が問題となる。特に下肺野の透過性の低下は病的な状態と鑑別が困難である。
軟部組織の評価
軟部組織は肺野陰影に大きな影響を与える。特に乳房の陰影は分かりづらい。乳房切除などがされていると明らかな左右差があるように見えることもある。衣服、長い毛髪も判断を狂わせやすい。また軟部組織の異所性石灰化も注意が必要である。
骨の評価
骨と骨に重なる病変の違いを鑑別する。これは所見を知っていないとできない。骨折、石灰化、骨浸潤といったものが骨の所見である。また肋軟骨の石灰化など非特異的な所見も数多くある。また肺は膨張するのでその大きさの評価も骨を用いて行う。正常では右横隔膜の高さは後方第10肋間である。また毛髪線の位置は正常ならば前方第3肋間下縁である。
上縦隔の評価
気管の変位はないのかを調べる。高齢者で動脈硬化があると下方気管がやや右に変位することは多いが、通常認めた場合は甲状腺腫大など縦隔疾患を疑う。右傍気管線が5mmを超えた場合は異常である。多くは傍気管リンパ節の腫大である。
心臓の評価
最も重要な所見は心胸郭比であり、これが心不全の指標となる。それ以外の所見をとる場合は心臓、大血管の走行も想定しないとなかなか読めない。心陰影の形は正常か、心臓の辺縁は追跡可能か、心陰影を通じて下行動脈が見えるのかを調べる。特に気を付けるのは中央陰影内に透亮像がないかである。肺野異常影の見落としのほとんどは心陰影に重なるものであるからである。
横隔膜の評価
正常者の横隔膜の位置は後方第10肋間である。肝臓があるため右側横隔膜は左側横隔膜よりも高く見える。左側横隔膜より右側横隔膜が高かったり、右側横隔膜が左側横隔膜より半椎体以上高かったりする場合は精査を必要とする。疑うのは肺疾患と横隔膜疾患である。横隔膜と胃泡の距離が1cm以上の場合も精査が必要となる。これはCTをすればスクリーニングできる。
肺門の評価
右肺門とは中心静脈と中幹肺動脈の中点であり、左肺門とは左肺動脈上縁と左主気管支の上縁の中点である。正常では左肺門部が右肺門部より高い位置にある。肺門部の異常は鑑別が難しいので疑ったらすぐにCTをするべきである。特に肺動脈の拡張と肺門リンパ節の腫脹はよく似ている。また肺門と重なる肺野の病変ということもある。
肺野の評価
無気肺、肺胞性陰影、間質性陰影のパターンを理解することが大切である。
|                  | 肺胞性陰影       | 間質性陰影                               |
| ---------------- | ---------------- | ---------------------------------------- |
| 分布             | 区域性、多発性   | びまん性、撒布性                         |
| 既存構造との関係 | 細葉、区域に一致 | 気管支、血管、リンパ管、小葉間隔壁に一致 |
| 辺縁             | 不明瞭           | 明瞭                                     |
| 融合性           | あり             | なし                                     |
| 変化             | 早い             | 遅い                                     |

側面の評価
心臓の前面が右室であり後面が左室である。正常では心臓後縁、下大静脈の後縁を超えない。また側面像では弁の石灰化の評価も行いやすい。僧帽弁狭窄症では心臓のかなり後方に石灰化を認め、大動脈弁狭窄症ではより前方に石灰化が認められる。大動脈弁閉鎖不全症は先天的二尖弁やリウマチ熱などでも起こりえるが日本の場合はほとんど65歳～75歳頃に生じる加齢性の石灰化によるものである。僧帽弁狭窄症も加齢性石灰化または僧帽弁閉鎖不全症の末に起こることが知られている。僧帽弁閉鎖不全症は左室拡張による弁輪の拡大や虚血による乳頭筋の障害や肥大型心筋症の過収縮、僧帽弁逸脱症候群によって起こることが知られている。

### 重要な所見

#### 心陰影
心陰影（しんいんえい）は、心臓のX線写真像の事である。通常はPA像（後前像）で評価する。経過を見るだけならば、臥床しかできない患者ではAP像（前後像）を用いる場合もある。

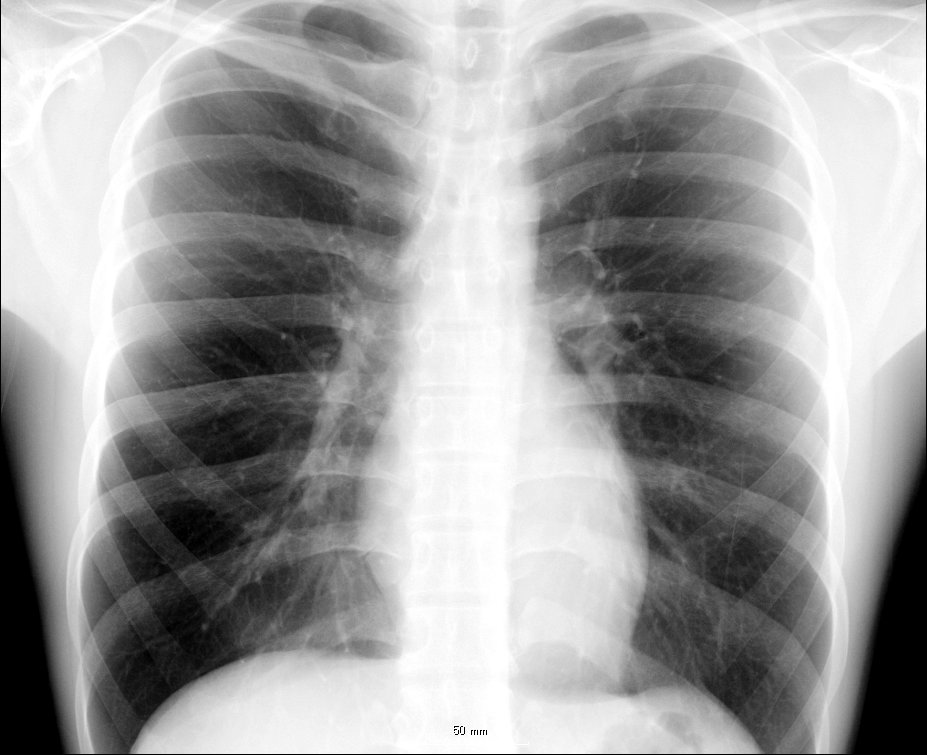
成人男性の胸部X線写真

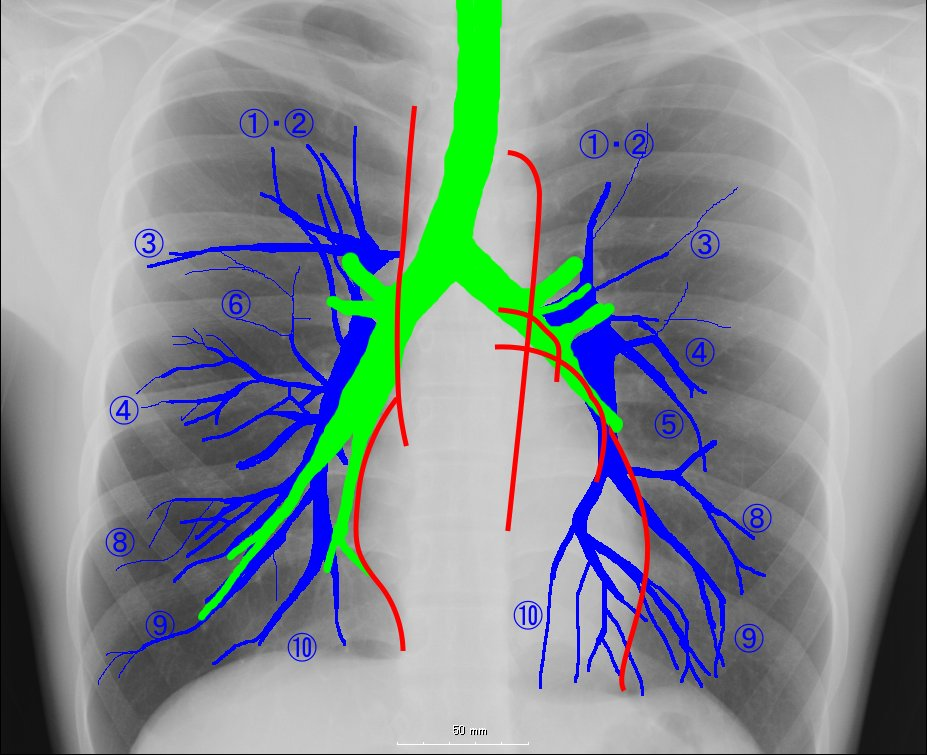
上の画像に着色した例（111kB）。緑：気管支透亮像、赤：心陰影の輪郭（左第2弓と第3弓はこの例では不明瞭なため強調して描いてある）、青：肺野の血管（番号は肺区域）

心陰影の上側（頭側）は縦隔と連続していて、境界ははっきりしない。下側（尾側）は横隔膜と連続していてはっきりしない。右側は2つの膨らみからなり、上から順に右第1弓（みぎだいいっきゅう）、右第2弓（みぎだいにきゅう）という。左側は4つの膨らみからなり、上から順に左第1弓（ひだりだいいっきゅう）、左第2弓（ひだりだいにきゅう）、左第3弓（ひだりだいさんきゅう）、左第4弓（ひだりだいよんきゅう）という。
右第1弓
正常では上大静脈が写っている影である。すぐ内側を上行大動脈が走行しており、動脈硬化や高血圧の患者では右方の
右第2弓
正常では右心房が写っている影である。右心不全など右房が拡大する疾患では突出が認められる。右室拡大でも右房を右方に偏位させるため突出する。左房拡大が著明な僧帽弁疾患では右房の内側に左房辺縁が観察されることがある。これをdouble shadowという。
左第1弓
正常では大動脈弓が写っている影である。高齢者、動脈硬化、高血圧で拡大する。大動脈の石灰化と第1弓がずれていた場合は大動脈解離の可能性がある。大動脈の石灰化は内膜に生じるため、外壁に石灰化があるほうが真腔である。また大動脈狭窄症の場合は狭窄後拡張によって左第1弓の拡大が見られる場合もある。
左第2弓
正常では肺動脈本幹、および左肺動脈による影である。肺動脈が拡張する疾患では拡大する。具体的には左→右シャントのある心房中隔欠損症、心室中隔欠損症、肺動脈狭窄症、肺高血圧が存在すると拡大する。逆に肺血流が低下する疾患、例えば完全大血管転位症（Ⅲ型）やファロー四徴症では左第2弓の消失、平坦化が認められる。
左第3弓
正常では左心耳による影である。左房の拡大で膨隆する。正常ではほとんど弓として認められない。心房細動などの基礎疾患がある場合は確認できることがある。
左第4弓
正常では左室による影である。左室拡大が存在する病態では突出が認められる。左室拡大では左下方に垂れ下がるように拡大する。大動脈弁閉鎖不全症、心室瘤が認められる場合がこれに該当することが多い。右室の拡大がある場合や左室肥大が認められる場合は心尖部が挙上する。大動脈弁狭窄症や肥大型心筋症ではこれに該当することが多い。右室の拡大のときは左室が後上方に挙上されることが多い。僧帽弁閉鎖不全症では著明な左室拡大によって球状を呈する。
側面像
通常はRL像（左側面像）で評価する。右房拡大は胸骨後腔の狭小化や右室流出路の拡大によって評価できる。左室拡大は左室後縁と下大静脈の交点が横隔膜下にくることで確認ができる。左房拡大は左気管支幹の右上方への圧迫や明らかな後方突出で確認できる。
斜位像
右前斜位（RAO）では左房、右室拡大、右室流出路、左前斜位（LAO）では心臓の全ての部屋を確認することができる。

#### 胸部所見
気管支透亮像
気管支透亮像（きかんしとうりょうぞう）は、気管支が浮き彫りに見えること。肺胞が空気以外のもので埋まってしまう場合、肺の間質が増生する場合などに気管支の中の空気が浮かび上がって見える。鑑別としては急性呼吸窮迫症候群が挙げられる。
シルエットサイン

肺血管陰影

## 腹部X線写真

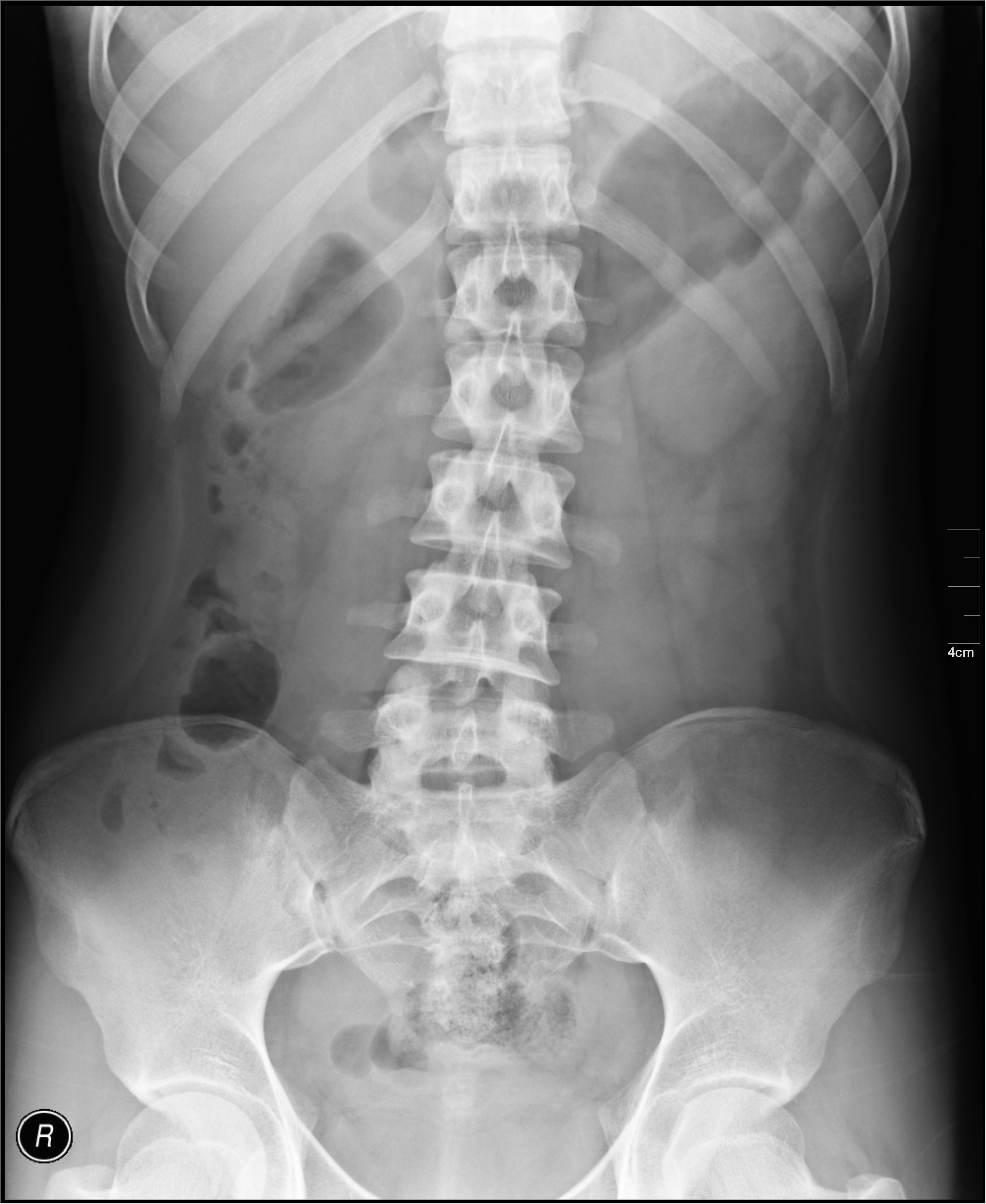
腹部

### 腹部単純X線写真の読影手順
撮影条件の評価
立位／背臥位と目的に応じて使い分ける。また患者の状態により立位が困難な場合など、坐位、側臥位を用いるなどする。
主に立位での撮影はガス像（空気など）の観察に適しており、イレウスなどを疑うときに用いられる。
臥位像では腹部の実質臓器や結石、石灰化や便秘などの観察に適している。一般的にはこの2方向を腹部撮影の基本とする。
一般に側面像・斜位は用いないが、結石の位置や異物確認、大腸や小腸の確認に有用である。
脊椎の評価
脊椎を正確に評価するには一般的には臥位で4方向を撮影することがあるが、自然な体位としてはむしろ立位が適している。その理由として、日常の加重状態をそのまま再現することにより、椎間板の変性の程度や関節のすべりなどが解る。
時に関節のすべりをより良く観察するために機能写（前屈・後屈）と呼ばれる撮影を行うこともある。腹部単純写真での脊椎（腰椎）での評価には限界がある。
肋骨の評価
上部肋骨（吸気で撮影）は腹部単純写真では映らないし、また下部肋骨（呼気で撮影）は接線方向を撮影を追加しないと、見落としの原因になる。
骨盤、大腿骨上部の評価
上腹部、側腹部、中腹部の臓器腫瘤と石灰化を主に調べる。
側腹部と下腹部の評価

### 重要な所見
腸管ガス
小腸ガス、大腸ガスの区別は解剖学的な考察のほか、ヒダの形状によっても行うことができる。小腸ならばKerckringヒダが密に腸を横切るが大腸はハウストラのヒダが横走しない(臨床ではしばしば横行している)。しかしこれは造影した場合の所見であり、単純写真では推定でしかない。一般に歩行できる健康な成人で食事のすぐ後でなければ通常は小腸ガスは認められない。これに対して正常な小児および、臥床中の成人では腹部にまったく異常がなくてもしばしば相当量の小腸ガスが認められる。大腸ガスは非特異的な所見として捉えられているが、一般に腸管の多くの部分は液体、食物あるいは糞便を含んでいるか、あるいは虚脱しているために通常は見えない。ただし、時には気泡の混じった半固形の糞便を含んでいるがゆえに結腸の輪郭が部分的に認められることがある。腹部の写真では実質臓器と大血管が融合し一つの灰色の陰影となっており、臓器の境界や輪郭が消失する。臓器が見えるときはその臓器とは密度の異なる何らかの構造が隣接しているときに限られる。これらの所見を用いて大腸および、小腸の機械的イレウスと麻痺性イレウスとの鑑別ができる。
キライディティ症候群 (Chilaiditi's syndrome) は所見としては見られるものの、臨床上問題とならない。
鏡面形成像 (ニボー、niveau)
患者が立位を取ると、腸管内容物のうち液性成分は下に、気体成分は上に移動し、水平に液面像を形成する。これを鏡面像（ニボーfr:niveau）、air-fluid levelと呼ぶ。
胆石、尿路結石
カルシウムを多く含む結石であればレントゲン写真に写ることがある。混合石やコレステロール結石などX線透過性の結石では写らないことがある。
大腸、小腸の機械的イレウスと麻痺性イレウスの鑑別
原則として機械的閉塞ならば閉塞を代償するため腸蠕動が亢進し閉塞部より遠位に伝達され、遠位の腸管からは空気がなくなってしまう。そして機械的閉塞のほとんどはCTによって原因を突き止めることができる。小腸閉塞であまりに空気の貯留が多いと小腸と結腸の区別が困難になる。その場合は腸管を辿ってみることで大抵は同定することができる。
結腸あるいは小腸の一方に過剰な空気が認められるが他方に認められないのならば、結腸が空虚になるほどの長時間存在した小腸閉塞、あるいは完全な（空気漏れのない）回盲弁を有する大腸閉塞のいずれかである。
結腸と小腸の両方に過剰な空気が認められるのなら次の3つのいずれかである。一つは麻痺性イレウス。二つ目は不完全な回盲部弁を有する大腸閉塞で拡張した結腸が小腸へ逆流して減圧したもの。もう一つは小腸閉塞で空腸が空虚になるだけの時間が無かった早期のものや間欠性小腸閉塞である。間欠性小腸閉塞とは小腸ループが時折ヘルニアあるいは癒着部に捉えられるものである。
腰椎所見
ラガージャージ（rugger jersey）
腰椎がラグビー選手が着るジャージの様な横縞模様に見えること。
- 病態 - 異所性石灰化による。
- 鑑別 - 腎性骨異栄養症

骨軟部所見
多胞状骨融解像
多胞状骨融解像（たほうじょうこつゆうかいぞう）は、骨が石鹸の泡のように見えること。
- 鑑別 - 骨巨細胞腫

## 脊椎のX線撮影

### 頚椎X線撮影
配列、骨の状態（骨折、骨粗鬆症、骨萎縮、骨破壊、骨硬化、骨透亮、溶骨変化など）、脊柱管の狭窄、椎間板の狭小化、靭帯付着の変化、軟部組織の腫脹に注意する。正面像では脊柱配列とルシュカ関節の形状に注意する。脊柱配列では側湾変形や頚椎の傾きに関して評価する。正常では椎体外側に斜方向の関節裂隙がみえる。変形するとルシュカ関節辺縁から横方向へ伸びる骨棘が出現する。側面像では脊柱配列、椎体終板の骨硬化、椎体前縁または後縁の骨棘、脊柱管の前後径、椎間板腔の高さ、前縦靭帯や後縦靱帯の骨化、後咽頭腔幅や気管後腔幅の変化の有無を確認する。脊柱配列としては頚椎は生理的に前に湾曲しているため、生理的前湾の消失がないかS字型変形がないきあ、すべりがないかを確認する。脊柱管前後径は脊柱管の広さの指標であり正常は14mm以上である。後咽頭腔幅や気管後腔幅の変化は頚椎前方の膿瘍形成や外傷による血腫、浮腫によって拡大する。前後屈側面像では主に頚椎の安定を評価する。環軸歯突起間距離は関節リウマチや外傷で環軸椎亜脱臼を生じた場合に前屈位で開大する。正常は3mm以下である。また不安定性がある場合は前後屈時の上位椎体後下縁と下位椎弓前上縁を測定する。測定値が12mm以下ならば動的狭窄となる。両斜位像では椎間孔の狭小化を確認する。開口位正面像では歯突起骨折や環軸椎回旋位固定の時に撮影する。

### 腰椎X線撮影
配列、骨の状態（骨折、骨粗鬆症、骨萎縮、骨破壊、骨硬化、骨透亮、溶骨変化など）、脊柱管の狭窄、椎間板の狭小化、靭帯付着の変化、軟部組織の腫脹に注意する。正面像では側湾の有無、椎弓根の消失、椎弓根の骨硬化、横突起骨折、仙腸関節硬化像、腸腰筋の陰影増大などがある。椎弓根の消失は転移性腫瘍で認められ、椎弓根の骨硬化は転移性腫瘍、分離症、類骨腫などでみられる。横突起骨折は外傷時で仙腸関節硬化像は仙腸関節炎でみられる。腸腰筋の陰影増大は腸腰筋膿瘍、血腫などで認められる。側面像では脊柱配列、椎体圧迫骨折、骨梁像、椎間板腔の狭小化、椎体骨棘を評価する、脊柱配列では前弯増大、直線化、後弯変形、椎体すべりを評価する、椎体圧迫骨折や骨梁像は骨粗鬆症を示唆する。椎間板腔狭小化や椎体骨棘は椎間板変性所見である。前後屈側面像では椎間すべり、前屈時後方開大など腰椎不安定性の評価ができる。両斜位像では脊椎分離や椎間関節の変形が評価できる。その他重要な腰椎X線の所見としてはbamboo spineという強直性脊椎炎に特徴的な所見がある。これは靭帯の骨棘形成から二次的に隣接椎体が癒合し竹筒のようにみえることである。
胸椎から腰椎にかけて椎体は尾側にいくほど椎体の高さがすこしずつ大きくなる。一つ上位の椎体に比べて小さい場合は圧迫骨折を疑う。例外としては第5腰椎だけはしばしば第4腰椎よりも小さいことがある。

### 骨密度測定DXA（dual-energy X-ray absorptiometry、躯幹骨二重X線吸収法）
DXAまたはDEXAとよばれる骨密度測定法は2種類の異なるX線を骨にあてて、骨とほかの組織におけるX線の吸収率の差から骨密度を測定する方法である。骨密度の測定方法には他にもMD法、pQCT法、QUS法などいくつか知られているが、DXAは正確に骨密度を測定できる方法としてWHOの基準に組み込まれており、2017年現在、骨粗鬆症の標準的な診断方法となっている。骨塩定量ともいう。

## 関節のX線写真

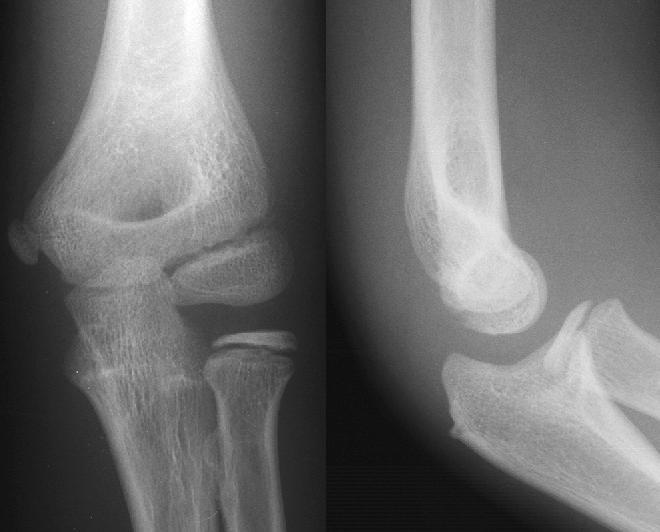
関節

### ASBCD
関節、特に手のX線写真が関節炎を診療する膠原病領域でよく撮影される。関節のX線写真ではASBCDの順に読影を行う。Aはalignment（軸）、Sはsoft tissue（軟部組織）、Bはbone（骨）、Cはcartilage（軟骨）、Dはdistribution（分布）である。
alignment
手では中手骨と指節骨の軸が一直線上にあるか、DIP関節、PIP関節、IP関節に変形がないか、手関節の変位や脱臼、圧縮はないかを確認する。
soft tissue
軟部組織の腫脹がないかを確認する。関節リウマチなどの滑膜炎では関節周囲に対称性の軟部組織腫脹がみられる。リウマトイド結節や痛風結節の場合は腫脹は非対称性になる。また石灰化の有無を確認する。偽痛風では三角靭帯部にピロリン酸カルシウム結晶が沈着することがある。全身性強皮症や皮膚筋炎でも石灰化が認められることがある。
bone
関節周囲の骨密度を確認する。過度にX線透過性の高いものは炎症性関節炎を、透過性が低く骨硬化が目立つものは変形性関節症を示唆する。
cartilage
軟骨の障害として関節裂隙の狭小化を確認する。炎症が進むと軟骨が破壊され関節裂隙の狭小化が進行する。定量的な評価基準が存在しないため健側や以前の所見と比べて評価する。また骨の障害として骨びらんや変形、骨棘も評価する。
distribution
左右対称性の評価をする。関節リウマチや乾癬性関節炎は対称性が多いが、外傷や感染では非対称性の分布をとる。またDIP関節の所見を確認する。DIP関節は関節リウマチでは正常だが変形性関節症や乾癬性関節炎では障害されることが多く、鑑別の有用である。

### 各論
主要疾患ごとの手のX線写真の所見をまとめる。これらの所見がなくとも疾患自体を否定することはできない。

#### 関節リウマチ
alignment
MCP関節では尺骨偏位や脱臼が認められる。手指ではスワンネック変形、ボタン穴変形、Z字変形が知られる。手根骨では関節裂隙の狭小化が認められる、足趾では外反母趾や内反小趾が認められる。
soft tissue
滑膜炎による対称性の腫脹が認められる。
bone
関節周囲の骨密度低下が認められる。
cartilage
関節裂隙の狭小化が起こりcarpal height ratioの減少が認められる。またmarginal erosionが認められる。
distribution
関節病変はPIP関節、MCP関節、手関節に認められる。DIP関節は通常は正常である。

#### 変形性関節症
alignment
DIP関節やPIP関節、第1CMC関節で変形が認められる。DIP関節の変形をヘバーデン結節、PIP関節の変形をプシャール結節という。
soft tissue
非対称性の骨棘周囲の腫脹が認められる。
bone
骨硬化像が認められる。
cartilage
関節裂隙狭小化、骨棘形成、軟骨下骨の骨硬化が認められる。
distribution
DIP関節、PIP関節、第1CMC関節を障害する。手関節は通常障害されない。

#### 乾癬性関節炎
alignment
手指の変形が認められる。
soft tissue
対称性の腫脹が認められる。
bone
関節周囲の骨密度低下が認められる。
cartilage
Pencil-in-cupやseagull signや関節面全体のびらん、毛羽立った新生骨が認められる。
distribution
DIP関節の病変が特徴的である。PIP関節、MCP関節、手関節も障害される。

#### 痛風
alignment
若干の手指変形が認められることがある。
soft tissue
対称性の腫脹が認められる。痛風結節がある場合は非対称性の腫脹する。
bone
骨密度は正常である。
cartilage
overhanging edgeとよばれる非関節部の骨びらんが認められる。
distribution
決まった分布はない。

#### 偽痛風
alignment
alignmentは正常である。
soft tissue
対称性の腫脹
bone
骨密度は正常
cartilage
石灰化を伴うことが多い。
distribution
両側手関節には三角靭帯の石灰化がみられることがある。骨盤正面には股関節の軟骨石灰化と恥骨結合の線維軟骨の石灰化がみられることがある。両膝関節正面には関節軟骨の石灰化みられることがある。

## 外傷のX線写真
怪我をして病院ないしは診療所に行くと外傷評価のためのX線撮影をされることがある。原則として骨折を疑った場合は2方向の撮影をする。多発外傷でルーチンで撮るべき頸部3方向（正面、側面、開口位）、胸部正面（立位）、骨盤正面（臥位）である。頸椎損傷を疑った場合は仰臥位のまま側面をとる。このとき両手を引っ張り肩を下げ、下位頚椎が撮影されるように工夫する。頭部を撮る場合（最近はCTscanで即時に脳と頭部の骨の骨折が診断できるので、頭部のX線写真は診療放射線技師の労力と時間の無駄であると思われる）は正面、側面、タウンの3方向の撮影をする。タウンを取らないと後頭部骨折を見落とす恐れがある。頭部側面は通常は腹臥位で首を横に捻じって撮影するものだが、頸椎損傷を疑った場合は仰臥位で横から撮らないと致命的となる。

## 歴史
- 集団検診になどに用いられる胸部X線撮影法は、1943年（昭和18年）に日本の古賀良彦とブラジルのde Abreuが、それぞれ独立して開発した[2]。